# Kike Pérez (cómico)
Kike Pérez (Arrecife, 1985) es un cómico, monologuista y actor español.

## Biografía
Kike Pérez se inició en los escenarios en 2006. Tras ganar una serie de concursos de monólogos desde 2012 en Canarias, decidió dedicarse profesionalmente a la comedia, labor que realiza desde 2015. Además de ser cómico, es maestro de Educación física.
En 2017 el Ayuntamiento de Las Palmas de Gran Canaria le eligió para realizar el pregón en el Carnaval de Las Palmas de Gran Canaria.
En 2020 protagonizó la serie cómica Grasa de David Sainz, emitida en la plataforma Playz de RTVE.

### Trayectoria profesional
Kike Pérez ha participado en varios programas de televisión y proyectos humorísticos, entre ellos:
- Sota, Caballo y Rey (Radio Televisión Canaria)
- En Otra Clave (Televisión Canaria)
- El Supositorio
- The Hole

## Filmografía
| Año       | Título                    | Papel         | Notas                |
| --------- | ------------------------- | ------------- | -------------------- |
| 2018      | Mambo                     | Agente Moreno | Serie (4 episodios)  |
| 2020      | Superagente Makey         | Dependiente   | Cine                 |
| 2020-2021 | Grasa                     | Pedro         | Serie (14 episodios) |
| 2022      | Campamento Newton         | Víctor        | Serie (12 episodios) |
| 2023      | Érase una vez en Canarias | Manuel        | Cine                 |